# RHYME
RHYME（Rhyme Goldstar Michaelson-Lara、1994年12月25日 - ）は、詩人、ボーカリスト、ソングライター、レコードプロデューサー、DJ、音楽家、モデルである。RHYMEはオーストラリアのシドニーとブルー・マウンテンズで育ち、ロックンロールDJとモデル活動を始めた。2015年にEP“Massacre Mind”をリリース。

## 生い立ち
RHYMEは、オーストラリアのロックレジェンド、リチャード・ララとスタイリスト兼メイクのミシェル・マイケルソンの娘として生まれた。RHYMEのミドルネームである“ゴールドスター”は、誕生日がクリスマスであることに由来する。6歳でSONY ACID music studioを使い始め、ハウススタイルサウンドを作る。11歳でサックスを始め、上級レベルを認められた。同時にフィギュアスケートも始め、一時的に音楽から離れていた。

## 来歴
2016年 - 21歳でLe Baronh上海とPLAY club香港で初DJツアーを行う。また、シーフォリーオーストラリア、東京ファッションウィーク、ニュージーランドファションウィーク、ニューヨークファッションクィークのライブDJイベントでパフォーマンスを行った。この時、ニューヨークで、RHYMEのデビューアルバム(未発売)の方向性に影響を与えたBryan SpitzerとChris Leonに出会う。BULLFINCH RECORDSからリリースされたChericとAminの‘District Twelve’にライティングとフィーチャリングで参加。セルフプロデュースのオフィシャルビデオを共同監督した。
2017年 - 日本に移住し大沢伸一に出会う。二人はすぐに共に仕事をするようになりライティングを始め、オリジナル作品でのライブショーを行う。二人はDIORやその他東京で行われたイベントやパリのFete de la Musiqueに出演した。ニューヨークでレコーディングされ東京でマスタリングが行われたRHYMEのセルフリリースシングル‘Ominous Sounds’は、RHYME-RECORDSからiTunes、Spotify、SoundCloud、Bandcampでリリースされた。この曲の4つのリミックス、大沢伸一リミックス、Rhythm and Stealthリミックス、Magic Pirate(Chris Colonna)リミックス、Anonymity Cosmos（RHYMEのもう一つのプロデューサー名）リミックスは、'Ominous Sounds & frieeends'に収録されている。また、RHYME はYaeko Takemuraなどの日本人アーティストの楽曲をプロデュース、作曲も手がけている。'Ominous Sounds'は、'Cat's Whiskers'の2017-2018広告のオフィシャルソングに選ばれた。2017年後半、RHYMEはE.T Le Createur 'Lucid Dreaming part II'にリミックスとフィーチャリングで参加した。
2018年-デビューEP‘Internet Girl’を4月にリリース予定。本作はセルフプロデュース。詩とビジュアルフォトコレクションで、デザイナー/アパレルメーカーWAWW Tokyoとコラボしている。
IA 'Life Love Peace' 2018 virtual Musicalの歌詞を担当。ELLE TERESAのニューアルバム収録のKawaii Dollで、スポークンワードとラップでフィーチャーされている。MONDO GROSSOのニューアルバムAttune/Detuneにフィーチャリングで参加。KEMURI (retune) のカバーバージョンのビデオをプロデュースし主演している。

## 音楽スタイルとインフルエンサーたち
自らの音楽についてこう語る。「私の目標は、スピーチゲサング(ラップ、スポークン、シンギングボーカル)バラードを使い、型にはまらないノンダイアトニックハーモニーにフォーカスした、詩とロックンロール、エレクトロニックを合わせた、RHYMEのサウンドとして容易に認識できるセルフインスパイアRHYMEジャンルを作り出すこと」。音楽と芸術面で影響を与えたのは、アマンダ・リア、Laurie Verchomin, イーディ・セジウィック、ピンクフロイド、マドンナ、グウェン・ステファニー、マリリン・マンソン、デス・グリップス、システム・オブ・ア・ダウン、 ロドリゲス、デヴィッド・ボウイ、FKA ツイッグス、Sevdaliza。

## ディスコグラフィー
| レーベル      | リリース日    | タイトル      |
| RHYME-RECORDS | 2018年4月15日 | Internet girl |